# Fuchsia canescens
Fuchsia canescens är en dunörtsväxtart som beskrevs av George Bentham. Fuchsia canescens ingår i släktet fuchsior, och familjen dunörtsväxter. Inga underarter finns listade i Catalogue of Life.